# Campeonato Líbio de Futebol
Premier League da  Líbia ou simplesmente Campeonato Líbio de Futebol é a divisão principal entre clubes do futebol nacional da Líbia, organizado pela Federação Líbia de Futebol.

## O campeonato
O torneio foi criado em 1963 e disputado desde então no formato de temporadas europeias. Na época seria uma disputa regional, dividindo os clubes em regionais do Leste, do Oeste e do Sul. A primeira edição disputada a nivel nacional foi na temporada 1963/64, com os campeões desses regionais, que eram: Al Ahli(Tripoli, do Oeste), Al Ahli(Benghazi, do Leste) e Hilal Shabba(do Sul, que desistiu). O Al Ahli de Tripoli venceu as duas partidas por 1x0 e se sagrou o primeiro campeão nacional da Líbia. Desde então, dois clubes da capital Tripoli dominaram o torneio, vencendo a maioria das temporadas: Al Ahli e Al Ittihad. Há também o domínio entre as cidades de Tripoli e Benghazi, cujos clubes não venceram apenas uma edição em 43 do torneio. 
Formato
Tripoli e Benghazi são as cidades mais importantes do país, curiosamente uma esta ao Oeste e a outra ao Leste. Nas regiões próximas às duas estão os principais clubes do país, com algumas exceções ao sul. O torneio teve interrupções devido à guerra civil recente, mas encontra se ativo. Atualmente conta com 28 clubes, divididos em 4 grupos regionalizados de 7 agremiações. 

## Campeões
| ano         | Campeão                                   | Vice                                      |                                           |                                           |                                           |
| Década 1960 | Década 1960                               | Década 1960                               | Década 1960                               | Década 1960                               | Década 1960                               |
| ----------- | ----------------------------------------- | ----------------------------------------- | ----------------------------------------- | ----------------------------------------- | ----------------------------------------- |
| 1963-64     | Al Ahly Tripoli                           | Al-Ahli Benghazi                          |                                           |                                           |                                           |
| 1964-65     | Al-Ittihad                                | Al-Hilal                                  |                                           |                                           |                                           |
| 1965-66     | Al-Ittihad                                | Darnes                                    |                                           |                                           |                                           |
| 1966-68     | Al-Tahaddy                                | Al-Ittihad                                |                                           |                                           |                                           |
| 1968-69     | Al-Ittihad                                | Al Ahly Benghazi                          |                                           |                                           |                                           |
| Década 1970 |                                           |                                           |                                           |                                           |                                           |
| 1969-70     | Al-Ahli Benghazi                          | Al Ahly Tripoli                           |                                           |                                           |                                           |
| 1970-71     | Al Ahly Tripoli                           | Al Ahly Benghazi                          |                                           |                                           |                                           |
| 1971-72     | Al-Ahli Benghazi                          | Al Ahly Tripoli                           |                                           |                                           |                                           |
| 1972-73     | Al Ahly Tripoli                           | Al Ahly Benghazi                          |                                           |                                           |                                           |
| 1973-74     | Al Ahly Tripoli                           | Al-Africy                                 |                                           |                                           |                                           |
| 1974-75     | Al-Ahli Benghazi                          | Al Ahly Tripoli                           |                                           |                                           |                                           |
| 1975-76     | Al-Madina                                 | Al Ahly Benghazi                          |                                           |                                           |                                           |
| 1976-77     | Al-Tahaddy                                | Al-Ittihad                                |                                           |                                           |                                           |
| 1977-78     | Al Ahly Tripoli                           | Al-Nasr                                   |                                           |                                           |                                           |
| 1979-82     | Sem campeonato                            | Sem campeonato                            | Sem campeonato                            | Sem campeonato                            | Sem campeonato                            |
| Década 1980 |                                           |                                           |                                           |                                           |                                           |
| 1982-83     | Al-Madina                                 | Al Ahly Tripoli                           |                                           |                                           |                                           |
| 1983-84     | Al Ahly Tripoli                           | Al-Nasr                                   |                                           |                                           |                                           |
| 1984-85     | Al Dhahra                                 | Al Ahly Benghazi                          |                                           |                                           |                                           |
| 1985-86     | Al-Ittihad                                | Al Ahly Tripoli                           |                                           |                                           |                                           |
| 1987        | Al-Nasr                                   | Al-Madina                                 |                                           |                                           |                                           |
| 1987-88     | Al-Ittihad                                | Al Ahly Tripoli                           |                                           |                                           |                                           |
| 1988-89     | Al-Ittihad                                | Al-Suqoor                                 |                                           |                                           |                                           |
| Década 1990 |                                           |                                           |                                           |                                           |                                           |
| 1989-90     | Al-Ittihad                                | Al-Madina                                 |                                           |                                           |                                           |
| 1990-91     | Al-Ittihad                                | Al Ahly Benghazi                          |                                           |                                           |                                           |
| 1991-92     | Al-Ahli Benghazi                          | Al Ahly Tripoli                           |                                           |                                           |                                           |
| 1992-93     | Al Ahly Tripoli                           | Al-Ittihad                                |                                           |                                           |                                           |
| 1993-94     | Al Ahly Tripoli                           | Al-Ittihad                                |                                           |                                           |                                           |
| 1994-95     | Al Ahly Tripoli                           | Al-Ittihad                                |                                           |                                           |                                           |
| 1995-96     | Al-Shat                                   | Al-Ittihad                                |                                           |                                           |                                           |
| 1996-97     | Al-Tahaddy                                | Al-Mahalah                                |                                           |                                           |                                           |
| 1997-98     | Al-Mahalah                                | Al Ahly Tripoli                           |                                           |                                           |                                           |
| 1998-99     | Al-Mahalah                                | Al-Shat                                   |                                           |                                           |                                           |
| Década 2000 |                                           |                                           |                                           |                                           |                                           |
| 2000        | Al Ahly Tripoli                           | Al Hilal                                  |                                           |                                           |                                           |
| 2000-01     | Al-Madina                                 | Al-Tahaddy                                |                                           |                                           |                                           |
| 2001-02     | Al-Ittihad                                | Al-Nasr                                   |                                           |                                           |                                           |
| 2002-03     | Al-Ittihad                                | Al-Nasr                                   |                                           |                                           |                                           |
| 2003-04     | Al-Olympic                                | Al-Ittihad                                |                                           |                                           |                                           |
| 2004-05     | Al-Ittihad                                | Al Urouba                                 |                                           |                                           |                                           |
| 2005-06     | Al-Ittihad                                | Al Ahly Tripoli                           |                                           |                                           |                                           |
| 2006-07     | Al-Ittihad                                | Al Ahly Tripoli                           |                                           |                                           |                                           |
| 2007-08     | Al-Ittihad                                | Al Ahly Tripoli                           |                                           |                                           |                                           |
| 2008-09     | Al-Ittihad                                | Al Ahly Benghazi                          |                                           |                                           |                                           |
| Década 2010 |                                           |                                           |                                           |                                           |                                           |
| 2009-10     | Al-Ittihad                                | Al Ahly Benghazi                          |                                           |                                           |                                           |
| 2010/13     | Abandonado devido a Guerra Civil Libanesa | Abandonado devido a Guerra Civil Libanesa | Abandonado devido a Guerra Civil Libanesa | Abandonado devido a Guerra Civil Libanesa | Abandonado devido a Guerra Civil Libanesa |
| 2013-14     | Al Ahly Tripoli                           | Al-Ittihad                                |                                           |                                           |                                           |
| 2014-15     | Não realizado                             | Não realizado                             | Não realizado                             | Não realizado                             | Não realizado                             |
| 2015-16     | Al Ahly Tripoli                           | Asswehly                                  |                                           |                                           |                                           |
| 2016-17     | Não realizado                             | Não realizado                             | Não realizado                             | Não realizado                             | Não realizado                             |
| 2017-18     | Al-Nasr                                   | Al Ahly Benghazi                          |                                           |                                           |                                           |
| 2018-19     | Não realizado                             | Não realizado                             | Não realizado                             | Não realizado                             | Não realizado                             |
| Década 2020 |                                           |                                           |                                           |                                           |                                           |

## Performance por clube
| Clube             | N° | Campeão | N° | Vice-Campeão                                                                                       |
| ----------------- | -- | --- | -- | -------------------------------------------------------------------------------------------------- |
| Al-Ittihad        | 18 | 1964–65, 1965–66, 1968–69, 1985–86, 1987–88, 1988–89, 1989–90, 1990–91, 2001–02, 2002–03, 2004–05, 2005–06, 2006–07, 2007–08, 2008–09, 2009–10, 2020-21, 2021-22. | 08 | 1966-68, 1976-77, 1992-93, 1993-94, 1994-95, 1995-96, 2003-04, 2013-14.                            |
| Al Ahly Tripoli   | 12 | 1963–64, 1970–71, 1972–73, 1973–74, 1977–78, 1983–84, 1992–93, 1993–94, 1994–95, 1999–00, 2013–14, 2015–16.                                                       | 11 | 1969-70, 1971-72, 1974-75, 1983-83, 1985-86, 1987-88, 1991-92, 1997-98, 2005-06, 2006-07, 2007-08. |
| Al Ahly Benghazi  | 04 | 1969–70, 1971–72, 1974–75, 1991–92. | 10 | 1963-64, 1968-69, 1970-71, 1972-73, 1975-76, 1984-85, 1990-91, 2008-09, 2009-10, 2017-18.          |
| Al-Madina         | 03 | 1975–76, 1982–83, 2000–01. | 02 | 1986-87, 1989-90                                                                                   |
| Al-Tahaddy        | 03 | 1966–68, 1976–77, 1996–97. | 01 | 2000-01                                                                                            |
| Al-Nasr           | 02 | 1986-87, 2017-18. | 04 | 1977-78, 1983-84, 2001-02, 2002-03.                                                                |
| Al Mahala         | 02 | 1997–98, 1998–99. | 01 | 1996-97                                                                                            |
| Al shat           | 01 | 1995–96. | 01 | 1998–99.                                                                                           |
| Al-Dhahra         | 01 | 1984–85. |    | |
| Al Olympic        | 01 | 2003–04. |    | |
| Al Hilal Benghazi | 00 | | 02 | 1964-65, 1999-00.                                                                                  |
| Asswehly          | 00 | | 01 | 2015-16.                                                                                           |
| Al Urouba         | 00 | | 01 | 2004-05.                                                                                           |
| Al-Africy         | 00 | | 01 | 1973-74.                                                                                           |
| Darnes            | 00 | | 01 | 1965-66.                                                                                           |
| Al-Suqoor         | 00 | | 01 | 1988-89.                                                                                           |

## Performance por cidade
| Cidade   | Titúlo | Clube                                                          |
| -------- | ------ | -------------------------------------------------------------- |
| Tripoli  | 35     | Al-Ittihad, Al-Ahly, Al-Madina, Al-Mahala, Al-Shat, Al-Dhahra. |
| Benghazi | 09     | Al-Ahly, Al-Tahaddi, Al-Nasr.                                  |
| Zawiya   | 01     | Al-Olympic.                                                    |

## Participações por clube na CAF
- Liga dos Campeões da CAF

| Clube           | N° | Ano                                                                                 |
| --------------- | -- | ----------------------------------------------------------------------------------- |
| Al Ittihad      | 14 | 1967, 1985, 1990, 1991, 1992, 2003, 2004, 2006, 2007, 2008, 2009, 2010, 2011, 2013. |
| Al Ahli Tripoli | 11 | 1972, 1974, 1979, 1981, 1983, 2000, 2001, 2009, 2015, 2016, 2017.                   |
| Al-Ahly Bengasi | 06 | 1971, 1973, 1976, 2010, 2014, 2019-20.                                              |
| Al-Madina       | 03 | 1977, 1984, 2002.                                                                   |
| Al-Tahaddy      | 03 | 1969, 1978, 2018.                                                                   |
| Al-Nars         | 02 | 2018-19, 2019-20.                                                                   |
| Al-Dhahra       | 01 | 1986.                                                                               |
| Al-Mahalah      | 01 | 1999.                                                                               |
| Al-Olympic      | 01 | 2005.                                                                               |

Sem participantes em 1964, 1966, 1968, 1970, 1975, 1980, 1982, (1987, 1988, 1989 clubes escritos desistiram), 1993, 1994, 1995, 1996, 1997, 1998, 2012.
- Copa das Confederações da CAF

| Clube            | N° | Ano                                                         |
| ---------------- | -- | ----------------------------------------------------------- |
| Al-Ittihad       | 09 | 2005, 2008, 2010, 2011, 2015, 2016, 2018, 2018-19, 2019-20. |
| Al Ahly Tripoli  | 06 | 2007, 2009, 2010, 2014, 2016, 2018-19.                      |
| Al-Nars          | 03 | 2004, 2011, 2013                                            |
| Al-Akhdar        | 02 | 2006, 2008,                                                 |
| Al Ahly Benghazi | 02 | 2009, 2018-19.                                              |
| Khaleej Sirt     | 01 | 2009,                                                       |
| Al-Tersanah      | 01 | 2010,                                                       |
| Al-Hilal         | 01 | 2017,                                                       |

Sem participantes em 2012,

## Artilheiros
Top scorers are:[carece de fontes?]
| Ano     | Jogador                         | Clube                          | Gols |
| ------- | ------------------------------- | ------------------------------ | ---- |
| 1963-64 | Ahmed Ben Sawed                 | Al Ahly (Benghazi)             | 19   |
| 1964-65 | Ahmed Ben Sawed                 | Al Ahly (Benghazi)             | 18   |
| 1965-66 | Ahmed Al Ahwal                  | Al Ittihad                     | 14   |
| 1966-67 | Hassan Snousi                   | Al Ahly (Tripoli)              | 12   |
| 1968-69 | Mohamed Boughalia               | Al Ahly (Tripoli)              | 16   |
| 1970-71 | Yousef Sidqi                    | Al Nasr                        | 15   |
| 1971-72 | Yousef Sidqi                    | Al Nasr                        | 12   |
| 1972-73 | Nouri Alsirri                   | Al Madina                      | 17   |
| 1973-74 | Nouri Alsirri                   | Al Madina                      | 13   |
| 1974-75 | Nouri Alsirri                   | Al Madina                      | 17   |
| 1975-76 | Mustafa Belhaaj                 | Al Madina                      | 19   |
| 1976-77 | Abubakr Douzan                  | Al Madina                      | 15   |
| 1977-78 | Fahim Raqs                      | Al Ahly (Tripoli)              | 8    |
| 1982-83 | Nouri Alsirri                   | Al Madina                      | 17   |
| 1983-84 | Abdulraouf Ferjany              | Al Dhahra                      | 11   |
| 1984-85 | Ramadan Barnaoui                | Al Ahly (Benghazi)             | 9    |
| 1985-86 | Salim Bou Jarrad                | Al Ittihad                     | 11   |
| 1986-87 | Faraj Bar'asi                   | Al Nasr                        | 12   |
| 1987-88 | Salim Bou Jarrad                | Al Ittihad                     | 11   |
| 1988-89 | Faraj Meeloud                   | Al Tahaddi                     | 6    |
| 1989-90 | Ali Bashary Nasr Badr           | Al Ahly (Benghazi) Afriqi      | 11   |
| 1990-91 | Idris Mikraaz                   | Darnes                         | 11   |
| 1991-92 | Abdelhakeem Suwayyah            | Al Tirsana                     | 12   |
| 1992-93 | Abdelhakeem Suwayyah            | Al Tirsana                     | 14   |
| 1993-94 | Idrees Mikraaz                  | Al Ahly (Tripoli)              | 19   |
| 1994-95 | Mohamed Milaad Hassan Othman    | Ittihad Gheryan Al Morooj      | 6    |
| 1995-96 | Muammar Masoud                  | Al Shat                        | 10   |
| 1996-97 | Khalifa Maqinny                 | Al Hilal                       | 12   |
| 1997-98 | Khalifa Maqinny                 | Al Hilal                       | 14   |
| 1998-99 | Mustafa Ramadan Abdelaaty Qubay | Al Ahly (Benghazi) Al Intilaaq | 13   |
| 2000    | Ahmed Saad                      | Benghazi Al Jadeeda            | 8    |
| 2000-01 | Ashraf Muammar Ali Melyaan      | Al Tahaddi Al Madina           | 14   |
| 2001-02 | Al-Saadi Gaddafi                | Al Ittihad                     | 19   |
| 2002-03 | Ahmed El Masli Khaled Shallabi  | Al Nasr Al Madina              | 13   |
| 2003-04 | Ahmed Saad                      | Al Nasr                        | 14   |
| 2004-05 | Sheikh Sedao                    | Al Urouba                      | 12   |
| 2005-06 | Samir Al Wahaj                  | Al Wahda                       | 18   |
| 2006-07 | Walid Shebli                    | Al Madina                      | 13   |
| 2007-08 | Abdelhameed Zidane              | Al Akhdar                      | 21   |
| 2008-09 | Samir Al Wahaj                  | Al Tirsana                     | 19   |
| 2009-10 | Rasheed al Deasy                | Al Shat                        | 15   |

## Campeões Invictos
| Ano     | Equipe     | J  | V  | E | D | GM | GS | SG  | Pts. |
| ------- | ---------- | -- | -- | - | - | -- | -- | --- | ---- |
| 1972-73 | Al-Ahli    | 21 | 12 | 9 | 0 | 27 | 7  | +20 | 33   |
| 2007-08 | Al-Ittihad | 30 | 26 | 4 | 0 | 68 | 16 | +52 | 82   |